# Relaciones Malí-Venezuela
Las relaciones Malí-Venezuela se refieren a las relaciones internacionales que existen entre Malí y Venezuela.

## Historia
Después de las elecciones presidenciales de Venezuela de 2018, donde Nicolás Maduro fue declarado como ganador, el embajador de Malí en Brasil, concurrente con Venezuela, Mohamed Traoré, reconoció los resultados y extendió sus felicitaciones en nombre de su país a Maduro.[cita requerida]